# Hermonassa dichroma
Hermonassa dichroma là một loài bướm đêm trong họ Noctuidae.